# 日本怪奇ルポルタージュ
『日本怪奇ルポルタージュ』（にっぽんかいきルポルタージュ）は、2024年1月2日からテレビ東京で不定期に放送されているバラエティ特別番組。日本で起きた複雑怪奇な社会問題に少しだけ寄り添った再現映像などを視聴しながら、出演者やゲストがトークする番組。再現映像には、実写とともにドット絵アニメーションも使用している。
街中を散歩しながらインタビューするという演出の、主にお笑い芸人が自らの数奇な実体験を淡々と語る「ルポ散歩」というパートがある。

## 出演者
- 佐久間宣行
- 呂布カルマ
- 蓮見翔（ダウ90000）

## ナレーター
- 早見沙織

## 受賞
- 2024年5月度ギャラクシー賞月間賞[1] - 第2弾が受賞対象。

## 放送リスト
| 弾 | 放送日        | 放送時間      | 内容 | ゲスト                 | 映像出演                                                    |
| -- | ------------- | ------------- | --- | ---------------------- | ----------------------------------------------------------- |
| 1  | 2024年 1月2日 | 1:05 - 2:30   | 母という呪縛 娘という牢獄 ルポ散歩「中1から一人暮らし…奇妙な父子の関係とは」 行旅死亡人UFOは存在するのか                | 田村真佑（乃木坂46）   | 再現ドラマ：麻倉瑞季（母親役） ルポ散歩：すがちゃん最高No.1 |
| 2  | 4月5日        | 1:00 - 1:30   | ルポ散歩「教育虐待…一家心中…父に包丁で脅されたZAZYの怪奇人生」                                                          | 久保史緒里（乃木坂46） | ルポ散歩：ZAZY                                              |
| 2  | 4月12日       | 1:00 - 1:30   | 怪奇な49年の逃亡生活…桐島聡は、罪に泣いたか                                                                             | 久保史緒里（乃木坂46） |                                                             |
| 2  | 4月19日       | 1:00 - 1:30   | チャリで来た チー牛 拳で 現代社会の怪奇現象"ネットミーム"                                                               | サーヤ（ラランド）     | インタビュー：大久保八億、ぐんぴぃ（春とヒコーキ）          |
| 2  | 4月25日       | 1:00 - 1:30   | いじめ認知件数が過去最多…人はなぜ"いじめ"をしてしまう？ルポ散歩「現役最高齢SM女王 夜羽エマの怪奇な人生とは？」          | サーヤ（ラランド）     | ルポ散歩：夜羽エマ                                          |
| 2  | 5月2日        | 1:00 - 1:30   | ルポ散歩「"壊れた母"に代わり妹を世話 "ヤングケアラー"だった徳井健太の怪奇な人生」                                       | 宮田愛萌               | ルポ散歩：徳井健太（平成ノブシコブシ）                      |
| 2  | 5月9日        | 1:00 - 1:30   | 火傷治療のスペシャリスト                                                                                                | 平沢あくび             | インタビュー：上田敬博                                      |
| 3  | 7月1日        | 23:06 - 23:55 | あさま山荘事件… 犯行グループは12人の仲間を殺害…"総括"とは？ ルポ散歩「姉が不審死で人生が激変…事件を追う弟の怪奇な人生」 | 筒井あやめ（乃木坂46） | インタビュー：久能靖、加藤倫教 ルポ散歩：ヤジマX            |
| 4  | 2025年 1月4日 | 0:05 - 1:30   | 大阪二児置き去り死事件…なぜ母親は約50日間子どもを放置したのか? ルポ散歩「先天性の病気を乗り越えた"母との絆"とは?」      | 筒井あやめ（乃木坂46） | ルポ散歩：ほしのディスコ（パーパー）                        |

## スタッフ
- 構成：佐々木貴博、今田佑、村城大輔、吉岡秀侑
- 企画・演出・プロデューサー：岩下裕一郎
- チーフプロデューサー：星俊一
- タイトル・CG：deadly yucca
- 制作協力：オクタゴン
- 製作著作：テレビ東京